# M12 (Armenien)
Die M12 (armenisch: Մ 12) ist eine Hauptstraße im Südosten Armeniens. Die Straße ist ein Abzweig der M2 von Goris bis zur Grenze von Aserbaidschan.

## Geschichte
Die M12 ist eine wichtige Transitroute von Armenien zur ehemaligen de facto unabhängigen Republik Arzach, die völkerrechtlich zu Aserbaidschan gehörte, und deren Hauptstadt Stepanakert. 
Seit dem 30. März 2023 ist die Straße ab Tegh für den Verkehr gesperrt. Gleichzeitig wurde auf armenischer Seite eine neu errichtete Straße in Betrieb genommen und damit die Route verändert. Die neue Straße zweigt bei Tegh in Richtung Süden ab und führt über Kornidsor zur Grenze von Aserbaidschan, wo der Latschin-Korridor nach Stepanakert beginnt.

## Orte an der Straße
- Goris
- Tegh